# Antje Wessels (Filmkritikerin)
Antje Christin Wessels (* 7. Januar 1991 in Hamburg als Antje Voß) ist eine deutsche Filmkritikerin, Bloggerin und Podcasterin.

## Leben
Antje Voß wurde 2009 noch als Schülerin für einen Artikel über Neurodermitis beim Journalisten-Wettbewerb Schüler machen Zeitung des Hamburger Abendblattes mit einem Preis ausgezeichnet.
Sie absolvierte ein Volontariat beim Hamburger T+M-Verlag, der die Zeitschrift KinoNews für McDonald’s publiziert. Seit 2012 betreibt sie ihr eigenes Filmblog Wessels Filmkritik im Internet.
Als Freelancerin schreibt Wessels seit 2015 unter anderem für Filmstarts, Deadline, Computer Bild und war bis 2020 auch für den Branchendienst Quotenmeter.de tätig. Außerdem ist sie Filmkorrespondentin der Gilde deutscher Filmkunsttheater. 2017 wurde sie in der KiKA-Wissenssendung Timster vorgestellt. Im selben Jahr wurde sie für ihre im Mai 2017 auf Quotenmeter.de veröffentlichte Rezension Liebeserklärung an den vielleicht schönsten Film der Welt zu dem Film Sieben Minuten nach Mitternacht für den Michael-Althen-Preis nominiert. Seit 2018 wirkt sie regelmäßig am wöchentlichen YouTube-Filmkritikformat Kino+ von Rocket Beans TV mit, bei dem sie auch zahlreiche Interviews mit Filmschaffenden führt. Seit Anfang 2019 spricht sie regelmäßig Kritiken auch bei Steven Gätjens Projekt FredCarpet. Zudem moderiert sie dort seit 2020 regelmäßig die Podcasts Filmgedacht und Frische Filme. Seit 2021 führt sie gemeinsam mit Stefan Springer, auch als „Der Springer aus Herten“ bekannt, durch den offiziellen Bibi-Blocksberg-Podcast Bibi Blocksberg und die Generation Kassettenkinder, der mit Unterstützung von Kiddinx produziert wird. Der Podcast behandelt verschiedene Themen rund um das Bibi-Blocksberg-Universum.
Antje Wessels gehört darüber hinaus zu den Gründungsmitgliedern von Spiele.de. Außerdem verfasst sie Booklets für Heimkino-Filmveröffentlichungen.
Wessels ist mit dem Sportjournalisten Tobias Escher liiert.